# الکس تپوت
الکس تپوت (به فرانسوی: Alex Thépot) بازیکن فوتبال و دروازه‌بان اهل فرانسه است که از سال ۱۹۲۷ تا ۱۹۳۵ میلادی عضو تیم ملی فوتبال فرانسه بوده‌است. وی در ۳۱ بازی ملی حضور داشته است و در بازی‌های ملی‌اش گلی به ثمر نرساند.